# Stilfser Joch
A Stilfser Joch (vagy Stilfserjoch; olaszul: Passo dello Stelvio, magyarul még Stelvio-hágó is) Olaszország legmagasabban fekvő hegyi közúti hágója (2757 m. tszf). A Stilfser Joch a lombardiai Valtellina (Veltlin) völgybeli Bormio várost köti össze a dél-tiroli Vinschgau-völgyben (olaszul: Val de Venosta) fekvő Prad-dal (olaszul: Prato allo Stelvio). A hágó a nemzetközi jelentőségű SS-38. sz. olasz főközlekedési út magaspontja. Ez az Alpok és egész Európa (a 2764 m magas franciaországi Iseran-hágó (franciául: Col de l’Iseran) után) a második legmagasabban fekvő, aszfaltozott, autóval járható hágója,
…„Bár 1937-ben a Col d’Iseran elorozta az Európa legmagasabban fekvő hágója címet, a Stelvio ennek ellenére mindmáig megmaradt az egyik legtisztább, legizgalmasabb és legvarázslatosabb hegyi játszótérnek a természetjárók, kerékpárosok, motorkerékpárosok világában. Nem mintha a keleti (Prato allo Stelvio felőli) vagy akár a nyugati (Bormio felőli) emelkedők közül bármelyik is pihentető időtöltést jelentene. Az olasz Marco Pinotti, aki a 2005-ös Giro során járt a hegyen, az „aszketikus élmény” szavakkal írta le az utat - az önmegtagadás szinte vallási áhítattal járó gyakorlataként. Bár az aszketikus talán nem is megfelelő szó, hiszen abban benne foglaltatik a puritánság és a lemondás is. A Stelvio pedig élvezetet is nyújt. Van valami spirituális a csúcsa felé történő utazásban és abban, ahogy a Giro d’ltalia, a motorostalálkozók résztvevői, a magányos autósok minden alkalommal harcba szállnak a hóval, ami akár egész nyáron fent időzik a hegygerincen. „Az istenek a hegyekben laknak – közölte a La Gazzetta dello Sport hasábjain Claudio Gregori 2005-ben. – Az indiánok a mítoszbeli Murura helyezték őket, a görögök az Olümposzra, a serpák a Himalája csúcsaira, a japánok meg a Fudzsira. A Giro d’Italia szent hegye pedig a Stelvio.”…

## Általános ismertetés
Mindkét hágóút teljes hosszában aszfaltozott és a közúti közlekedés számára május végétől novemberig hatóságilag nyitva áll. A Bormio felőli nyugati feljáróút (Westrampe) azonban gyakran már korábban is alkalmas lehet a közlekedésre. A viszonylag rövid üzemidőből adódóan a hágóúton erős – elsősorban turista- és szabadidősport jellegű - járműforgalom bonyolódik (autó-, autóbusz-, motorkerékpáros- és igen erős a túrakerékpáros-forgalom is). A hágóutat esetenként – az aktuális szervezés függvényében, részben, vagy egészben – igénybe veszi a Giro d’Italia országos kerékpártúra-verseny is. Az év július első hétvégéin - a motorkerékpárosok nemzetközi találkozója alkalmából - motorosok százai dongó darazsakként lepik el az utat és a hágó területét. A hágót környező térség 1935 óta a Nationalpark Stilfser Joch természetvédelmi területét képezi.

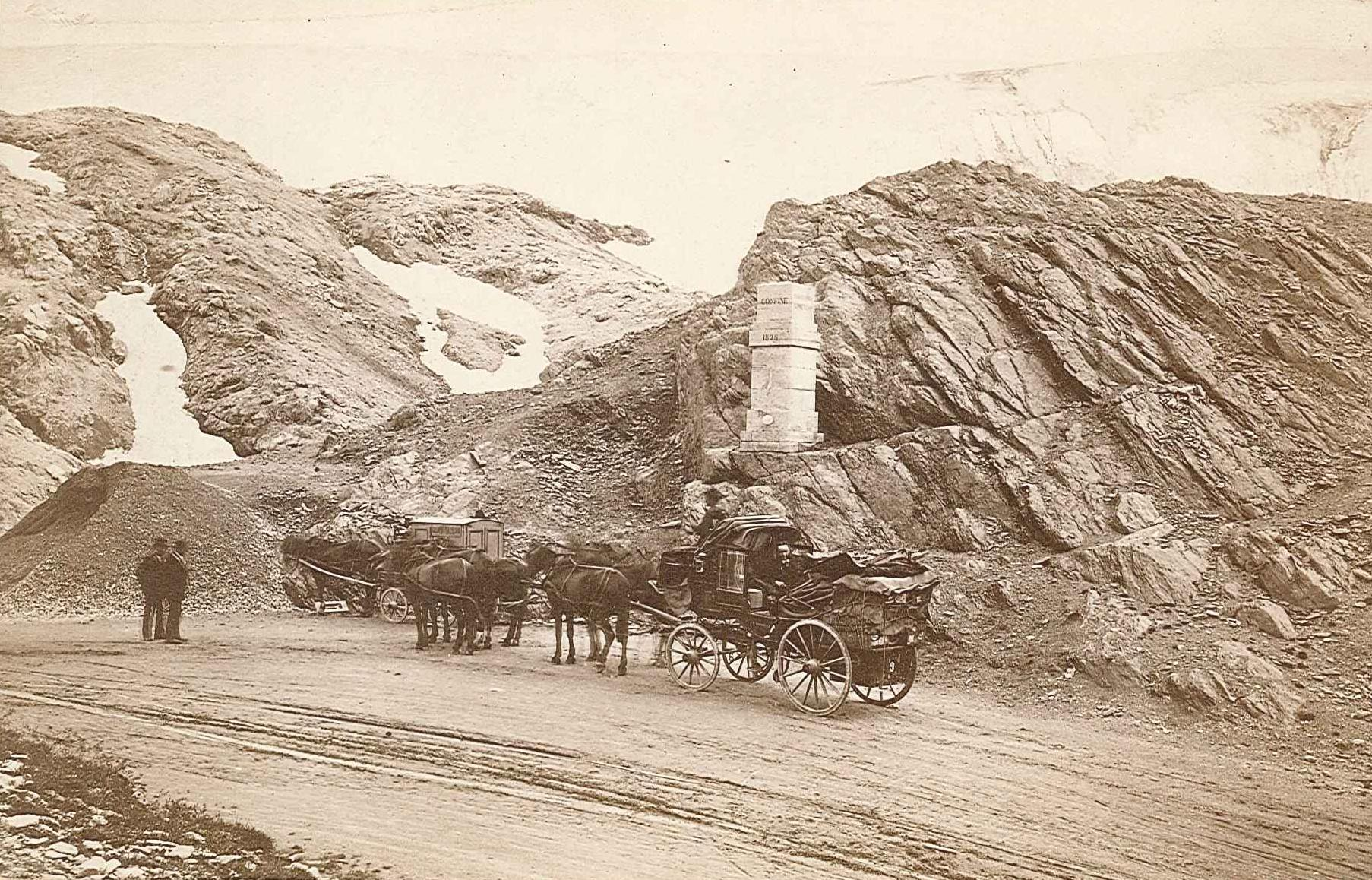
Kép a hágóról (1881.)

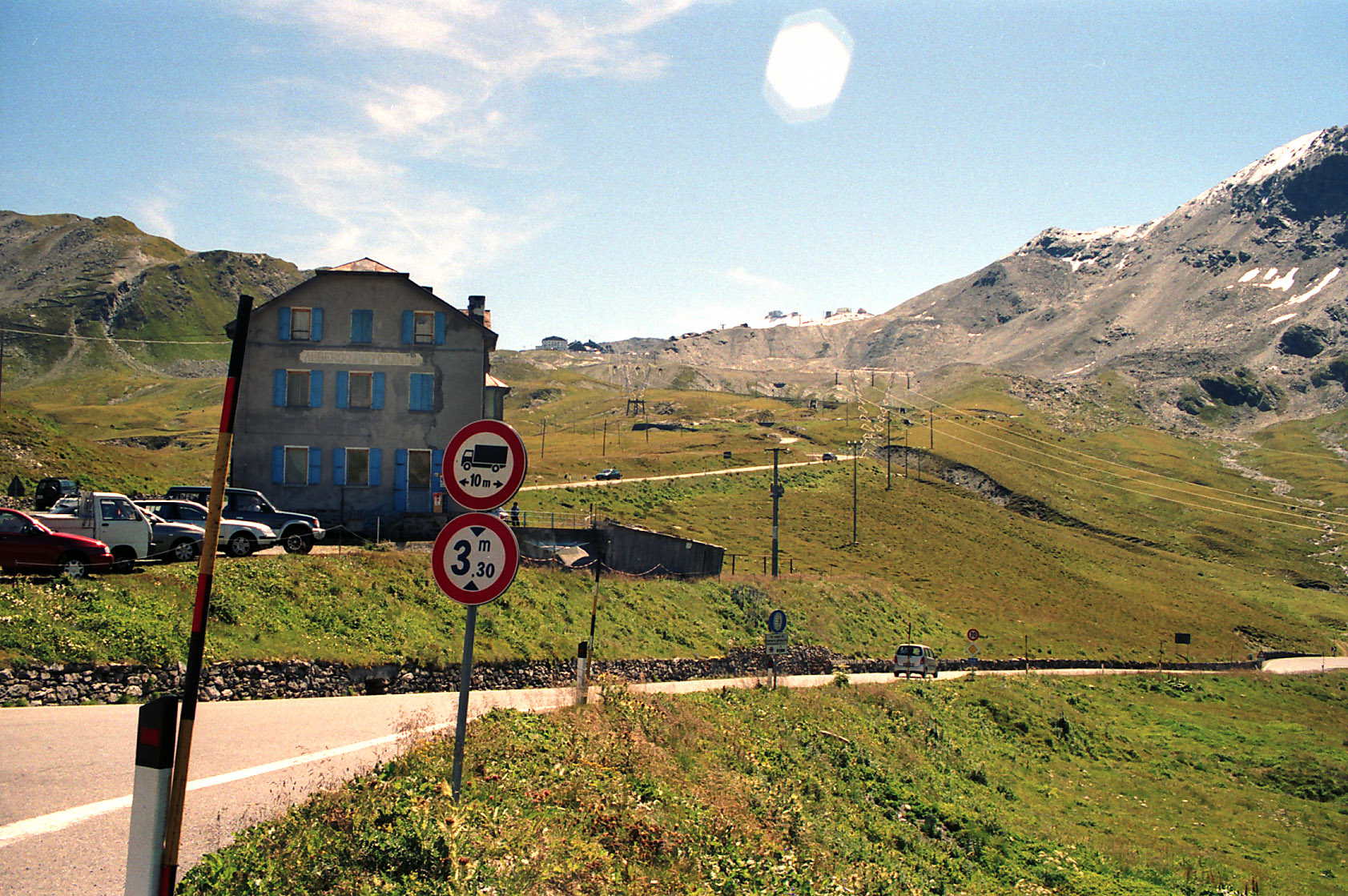
Út az Umbrail-hágóra

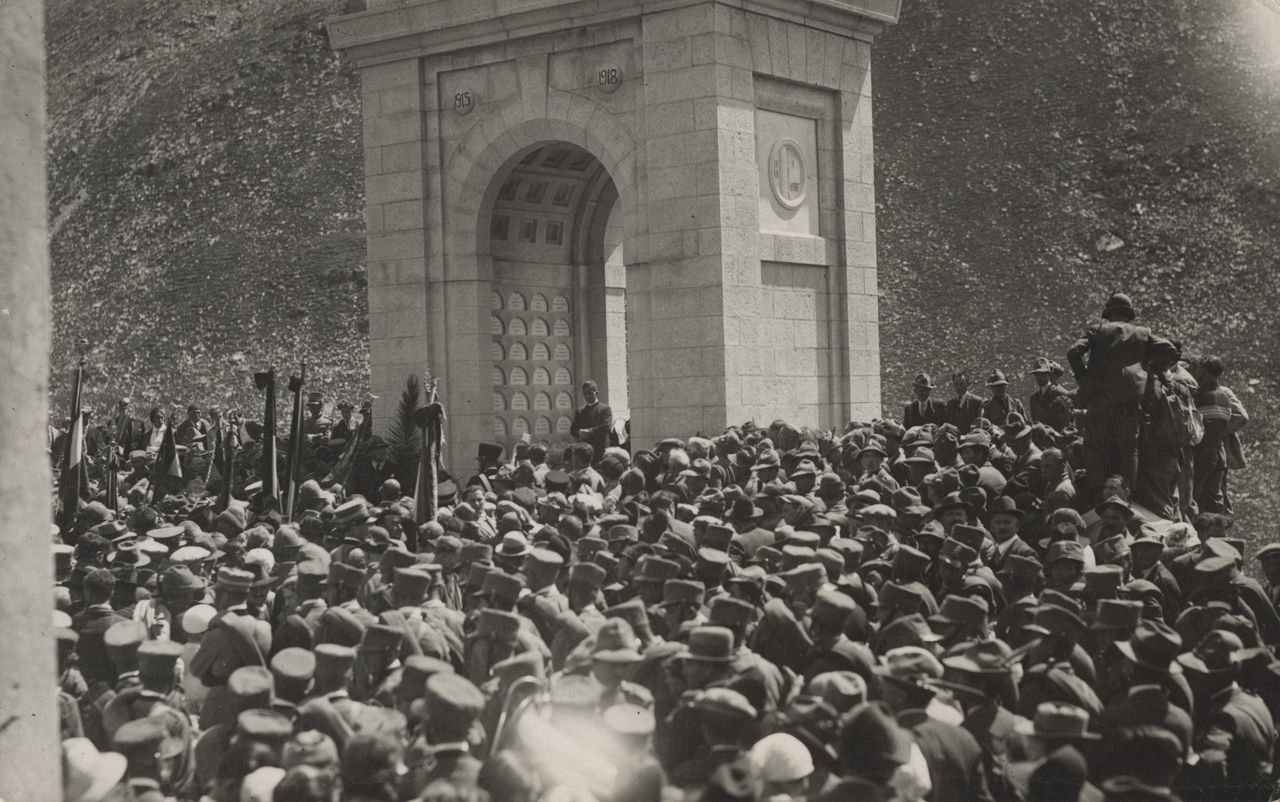
Emlékmű-avatás (1932)

## Történelmi előzmények
- Ősidők (időszámítás előtt): A Stilfs településtől keletre elhelyezkedő Stilfser hágó a korai időkben nem rendelkezett über-regionális jelentőséggel. Ellenkezőleg, a hágó kiépítése előtt ezt a szerepet a mai délnyugati hágóútból nyugati irányban kiágazó Umbrail-hágó töltötte be, amely jelentőségben napjainkra – az új hágó kiépülése után – háttérbe szorult. Az Umbrailt akkoriban Wormser Joch -ként nevezték, nevét a déli hágóút induló településéről, (az akkor németül Wormsnak nevezett) Bormióról kapta. A mai Stilfser Joch – akkor csak egy málhás-út (Saumpfad) – vonalát pedig Wormser Steg-nek hívták.
- Bronzkor: Mivel akkoriban a Stilfser Steg-en való átkelés nem volt mindenkor biztonságos és járható, ezért rendszeresen nem is használták, bár azért a bronzkorban a használatához időről időre még vissza-visszatértek. Erre a környéken előkerült olyan bronzkori régészeti emlékek is utalnak, amelyek a Bormiónál levő hévforrásnál kialakult kultikus fürdőhelyről származnak. Ott egy olyan kő-relief részletét is megtalálták, amelyen egy ember-méretnél magasabb isten-alakot csúcsos sisakkal ábrázolnak, amint kezében egy tőrt és pajzsot is tart. Közelében egy másik, rövid kabátos emberalak található, övében tőrrel (késsel), s kürtöt fúj, látható, hogy rá erősített pajzzsal lándzsát tart, (talán istenének szánt áldozati ajándékaként). A kőrelief korát az i. e. 5–4. századra datálják, ami pedig már a történelmi vaskor időszakába ér.
- A római korban a hágó helyén az előbb leírt málhásút (Saumpfad) haladt át, aminek az adott fő jelentőséget, hogy a Reschen-hágón haladó Via Claudia Augusta felé gyorsabb odajutást, valamint az, hogy a róla belátható Reschen-hágóval távjelző kapcsolatot (akkori tűz-, fáklyajelzést) biztosított.
- A középkorban és a korai újkorban ez az átjáró a helyi népek számára fontos lokális jelentőséggel bírt.
- A harmincéves háború idején, amikor egész Európa - és különösen a német területek - háborúskodások színhelye volt, különféle hadmozdulatokhoz a hágót is többször igénybe vették. Így 1632-ben a hágón az V. Lipót osztrák főherceghez csatlakozó milánói csapatok vonultak át. Ugyanebben az évben ez megismétlődött, a milánói csapatok 12 000 katonája és 1600 lova haladt át a Stilfser Stegen Milánóba. Ugyancsak egy év múlva, a spanyol király barátja, Don Fernando kardinális 21 000 fős csapata is a Stilfser Steg útvonalán vonult be Vinschgauba (olaszul: a Venosta-völgybe).
- Az újkorban: A Bormio és az északi térségek közti közlekedési (távolsági kereskedelmi) lehetőségének javítása érdekében Bormio városa 1795-ben kezdeményezte a régi málhás-útvonalon egy új egysávos (úgynevezett Karrerweg (kordésút: nagyrészt egysávos vidéki közút) kiépítését. Az engadiniak panasza miatt azonban, akik felháborodtak azon, hogy az új út következtében a korábban Engadinon át haladó Reschen-hágóút, mint kalmár-útvonal megszűnik, megakadályozták a hágóig vezető új út kiépítését.
- 19. század: 1808-ban a bajorok az itáliai területekkel kereskedelmi szerződést hoztak létre. Ennek következtében újra felmerült a Bormio és az északi területek közti közlekedési kapcsolatot javító hágóút tanulmánytervékek igénye. A Flüela-hágó mellett a Wormser Joch is, de elsősorban a Stilfser Joch került napirendre. Emellett még egy második útvonal, a Martell-völgyi (Val di Forno) Gavia-hágó is napirenden volt, ezt azonban elvetették, mivel nagyon gleccseres területen haladt. Az első terv egy 2,7 méter széles útszakasz volt, Bormio és a hágótető között. Mielőtt azonban a hágócsúcs tervezése befejeződött, s a kivitelezés elkezdődött volna, az európai politikai körülmények nagymérvű megváltozása következett be, (bécsi kongresszus), ami hatására ennek az útnak a jelentősége egy kereskedelmi útnál sokkal fontosabbá vált. A Stelvión átvezető útvonal (ezen belül a Westrampe is) mintegy 50 km hosszával, a császárság birodalmi részeit összekötő leggyorsabban megvalósítandó útvonal 1820-1826. között megépült. A létesítményt az Osztrák Császárság részéről, Carlo Donegani (1775–1845) tervezésével és irányításával 1820–1826 között építették meg.
- Az első világháború idején 1915–1917 között a Stilfser Jochon húzódott az úgynevezett olasz front egyik szakasza. Ebben az időben keletkeztek a romosan még ma is látható állások (Stellungsanlagen). Az út vonalvezetése idővel némileg módosult. Máig megmaradt a Pradig (915 m) tartó északkeleti rámpa 48 számozott hajtűkanyarjával.

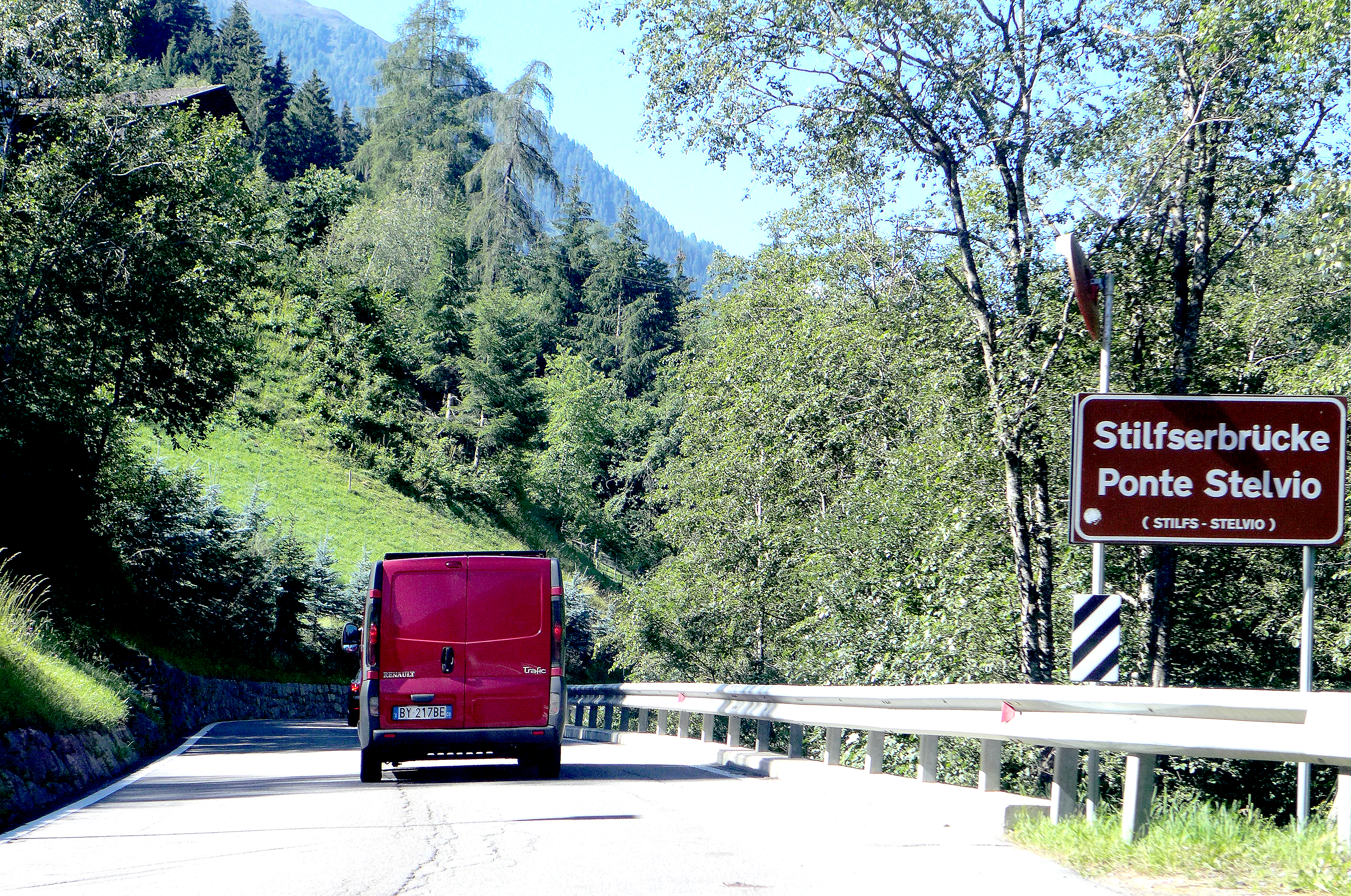
A Stelvio-hágóút kezdete

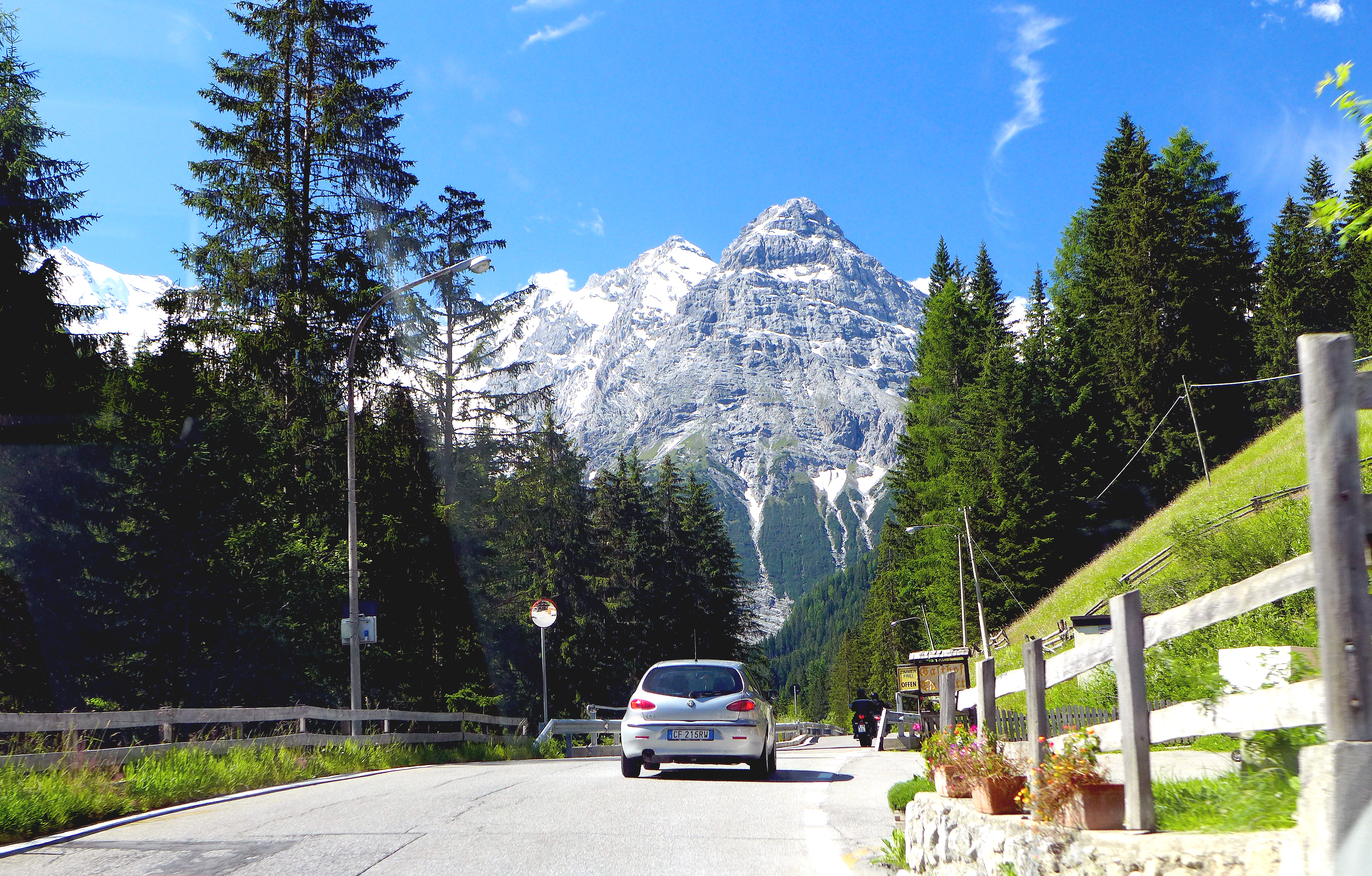
Trafoi-völgy és az Ortler-fal

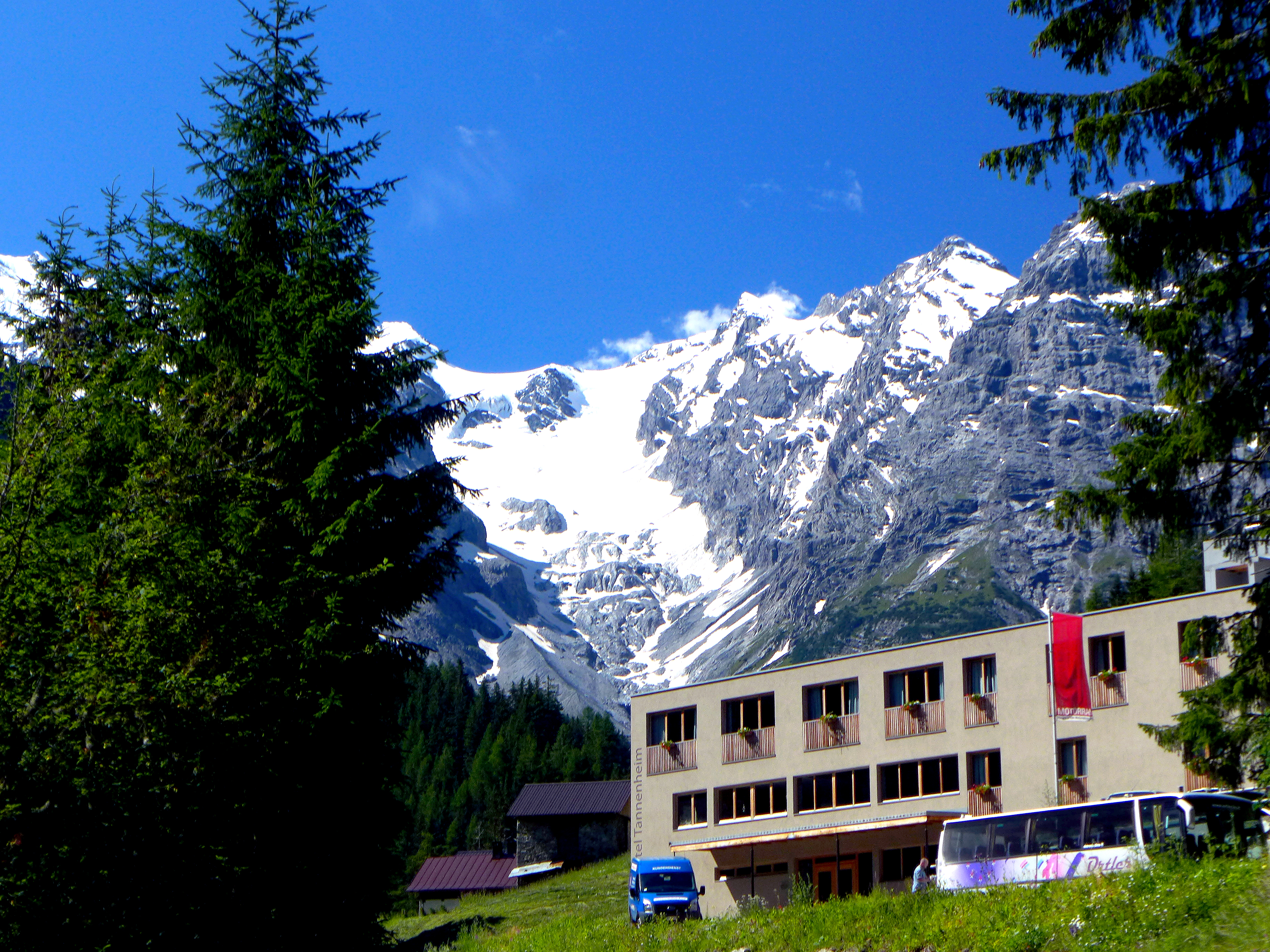
Előóttünk az Ortler-fal

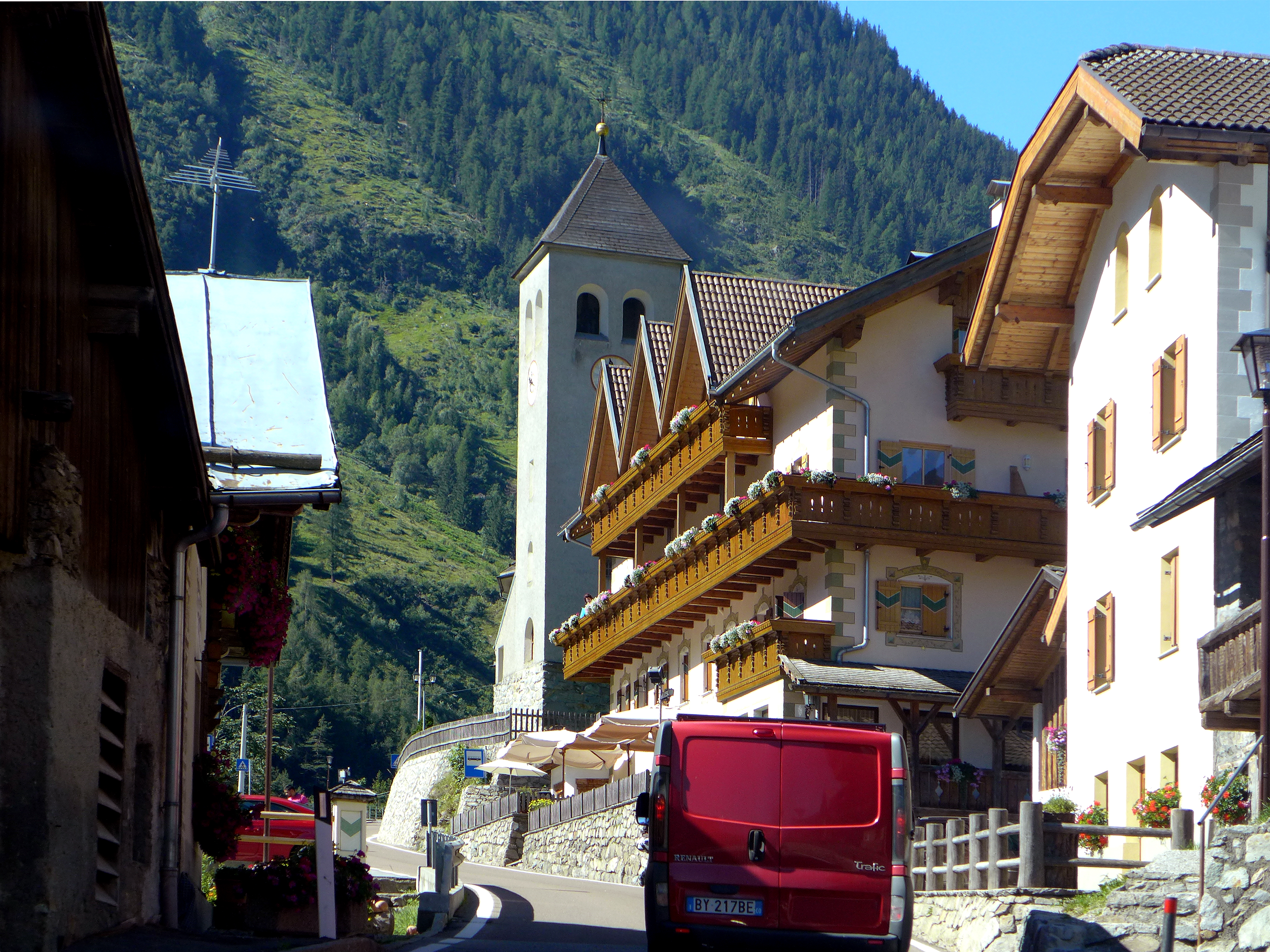
Útelágazás Gomagoinál

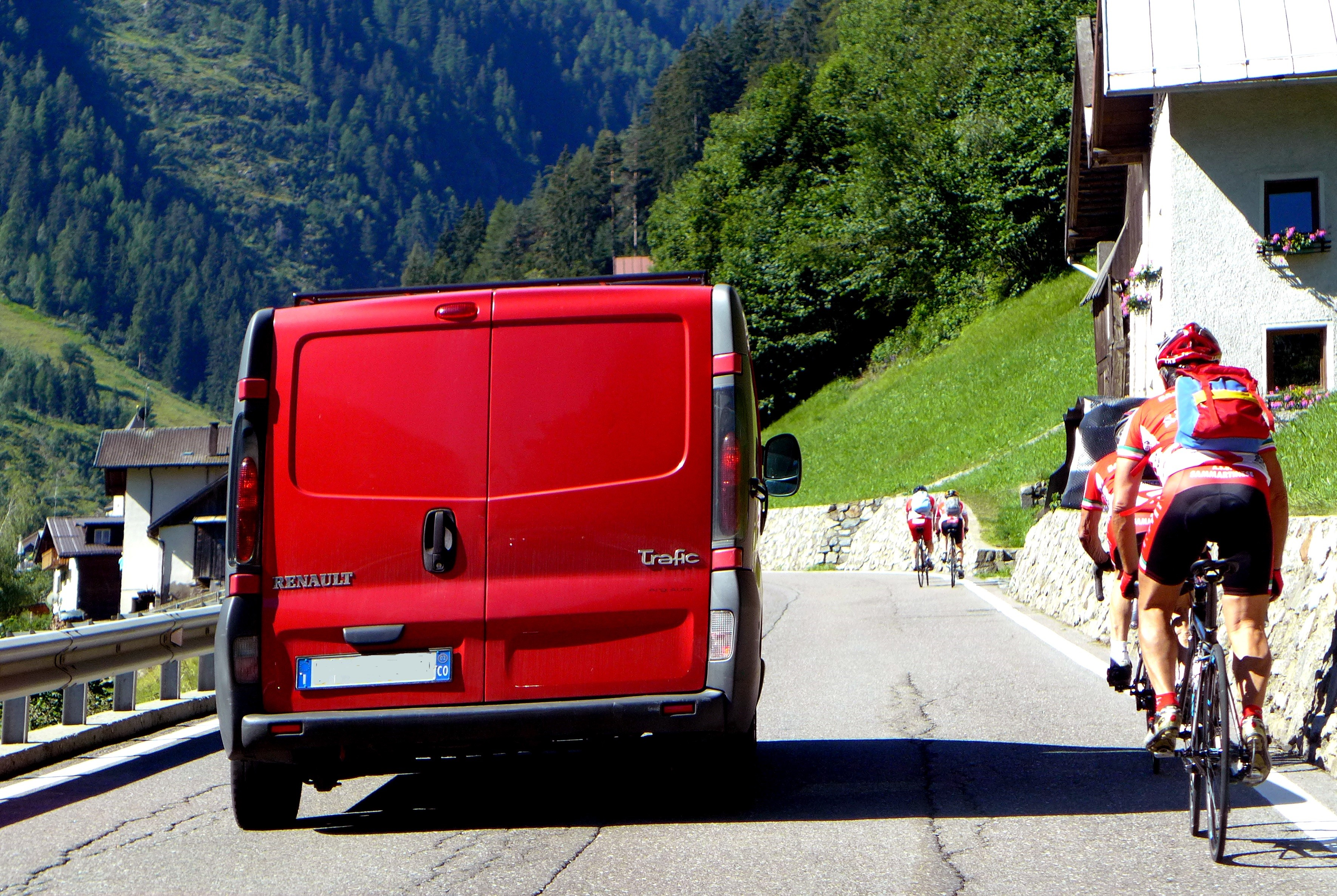
A rámpaút kezdete

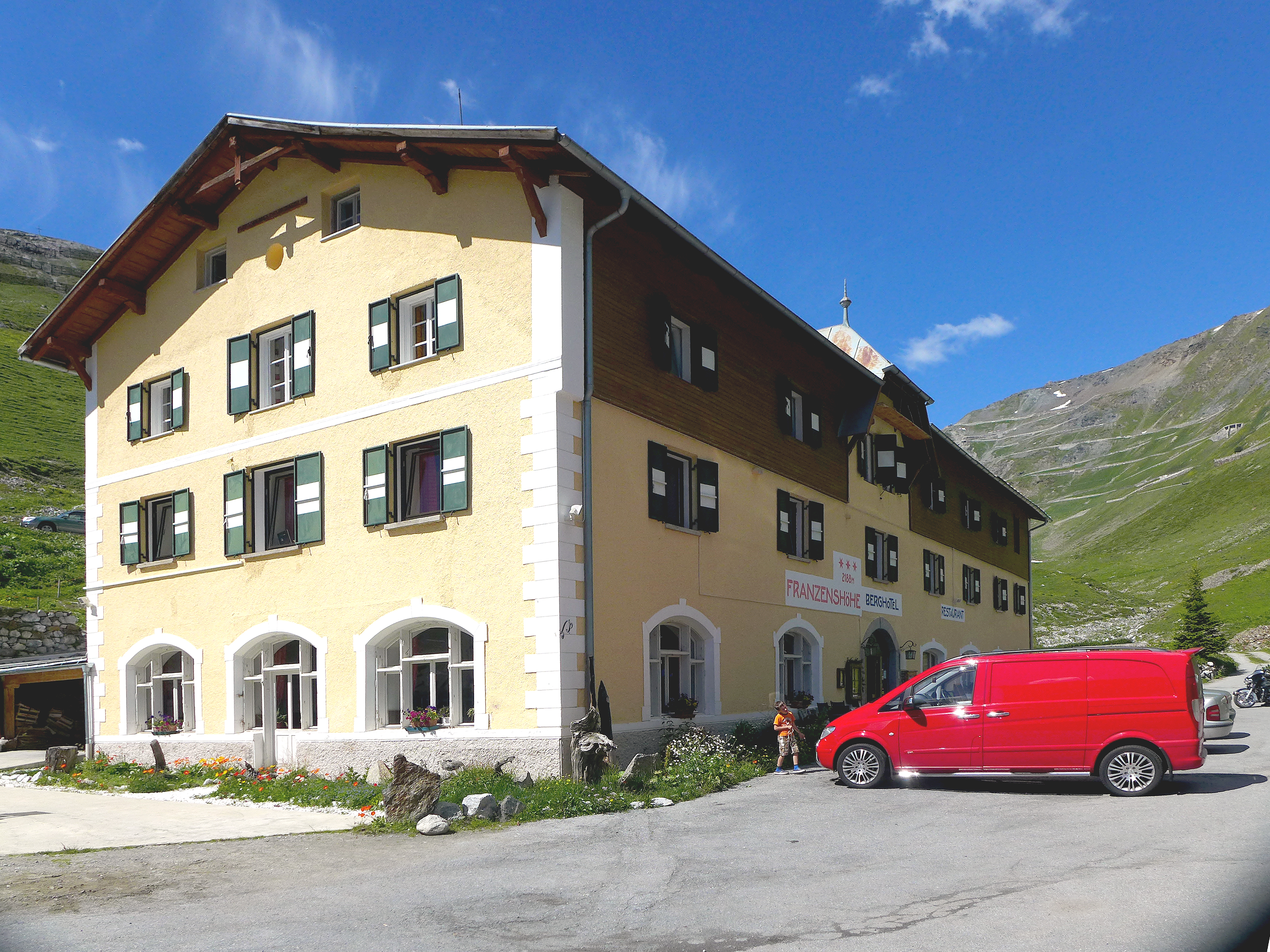
Franzenshöhe

## A mai hágó és hágóutak
Már jóval a kerékpársport és a körversenyek szervezése előtt a Stelvio egyike volt Itália nagy nemzeti jelképeinek. 1815-ben, amikor a jelenlegi Olaszország még közel nem volt egységes állam, a bécsi békeszerződés értelmében a Habsburg Birodalom átvette a hatalmat Lombardia felett, és azonnal terveket kezdett szőni a régió és a szomszédos Tirol közlekedési összekötését illetően. A megoldás egy út lett, amely a lombardiai Valtellinából haladt át a Vinschgauba (mai nevén Val Venostába). Magának az útnak - értelemszerűen a hágónak - a tervezésére és megvalósítására a breschiai Carlo Doneganit bízták meg. Az építész egy évet töltött az úthálózat (rámpák és a hágó) megtervezésével. Eredménye az a 49 kilométeres mestermű lett, amelyet 2500 munkás öt év alatt épített fel. Magának a Stelvio-hágójának a hivatalos megnyitására 1825-ben került sor. A díszvendég az elragadtatott Ferdinánd császár volt, de a meghívott jelenlevők tapsvihara és elragadtatása a tervező-kivitelező Doneganinak szólt. Tizenkét évvel később, munkájáért az uralkodótól két elismerő címet kapott: az Osztrák Birodalom Lovagjává és - önhatalmúlag - a Stelvio Nemesévé kiáltva ki a mérnököt. Donegani szívbetegsége következtében 1845-ben halt meg ( betegségén állítólag súlyosbított az Alpokban végzett kimerítő munka is).
Öröksége szakmailag is a legmagasabb teljesítmények sorába tartozott, és nem csak szó szerinti értelemben. Több mint egy évszázaddal később - a hegyi hágók elismert szakértője, Hugh Merrick szemügyre véve a Stelviot, csak szuperlatívuszokban tudott nyilatkozni róla: „A legtöbb neves átkelőhelyet egyéni, sokszínű dicsfény ragyogja be, amelyben tükröződik a mérnöki tehetség és a táj csodája. Számomra a Stelvión megtalálható minden, amit csak a többi átjáró fel tud mutatni, mégpedig sokkal inkább, mint az összes többinél: itt együttvéve." A Stelviohoz sok más csodáló és értékelő is eljött, látott és behódolt. A közel két évszázad alatt a Stelvio nem csupán a közlekedés résztvevői, az autósok, motorosok, biciklisták, hegymászók és síelők, hanem írók, képzőművészek és költők számára - hajdan és ma is - szolgáltat inspirációt, vált ki elismerést.

### A keleti közelítőút
A keleti (egyesek szerint északi-) hágóutat (közismerten: Ostrampe-t) a Bolzanóból (Bozen) induló, Merano felől érkező, és Spontignánál délre kanyarodó (a hágó után is azonos számozású) SS 38. számú főút képezi. Innen ezt az utat - helyi funkciója alapján - két szakaszra oszthatjuk. Magát a hágóút kezdetét általában az út Adige fölött átívelő Ponte di Stelvio nevű hídjától számítják és több szép fekvésű településen halad át, (Ebből Gomagoinál
Gomagoinál ágazik ki az 1260 méter magas Sulden-völgyben haladó, ugyancsak turisztikai jelentőségű és az Ortler-gleccser lábához vezető út,  - témánk szempontjából azonban - mellékút Intersuldenig.
Az SS 38-as út Gomagoitól kezdődő második szakaszán, az igazi keleti rámpaúton a 38. sz. út egyre alpesibb jelleget ölt és erősen emelkedik (az Ortlesben fakadó Trafoi-patak völgyét kísérő hegyoldalon), az (Ortler) gerincei alá. Helyenként még lombos fák, feljebb fenyők elszórt csoportjai látszanak, aztán zöldellő rétek, övig érő fűves hegyoldalak látgszanak
A környéket különleges szépségeinek védelmére nemzeti parkká nyilvánították. Gomagoitól az SS 38-as főút számtalan (2014-ben 54) hajtűkanyarulaton kígyózva jut fel, vagy inkább kapaszkodik tovább Európa legmagasabb alpesi határátkelőhelyére, az Ortles csúcs tövében 2759 m magasan fekvő Passo dello Stelvio-hoz. A keleti feljáróút (Ostrampe) 12 % emelkedésű). (Ha az előzőkben leírt  Gomagoinál balra a Solda völgyébe kanyarodunk, annak 11 km-re eső végső pontján Solda-ba érünk. Az út maga az 1906 m magasan fekvő falun túl, a Grand Hotel Soldánál, amely a gleccser végződésénél fekszik, az örök hó és jég birodalmának határára jutunk.)

### A keleti rámpaút (Ostrampe)
Gomagoi (1273 m) településnél a Trafoi-völgyben jobbra, a hágó felé hajlóan indul, keleti oldalán - 2188 méteres magasságában - ágazik ki út a Berghotel Franzenshöhe fogadó-, pihenő- és szervízhely. A keleti rámpa innen már hajtűkanyarokkal kúszik egyre feljebb, a hágószintig. Több helyütt a hajtű-töréseknél autóskiálló helyek találhatók, az emelkedőn feltörekvő járművek pihenőhelyeit, fotózást és jármű-pihenőhelyeket biztosítva. A hajtűkanyarok közt hosszabb, ún. rétegvonalon futó, enyhelejtésű útszakaszok a gépjárművek motorjainak felmelegedését enyhítik és a kerékpárosok kikerülését segítik. Több hajtűhajlat számára a hegyoldalból bástyaszerűen kitüremkedő, virtuóz alépítményt létesítettek. Az útvonalat végig biztonságos korlátépítmények tömbjei követik.

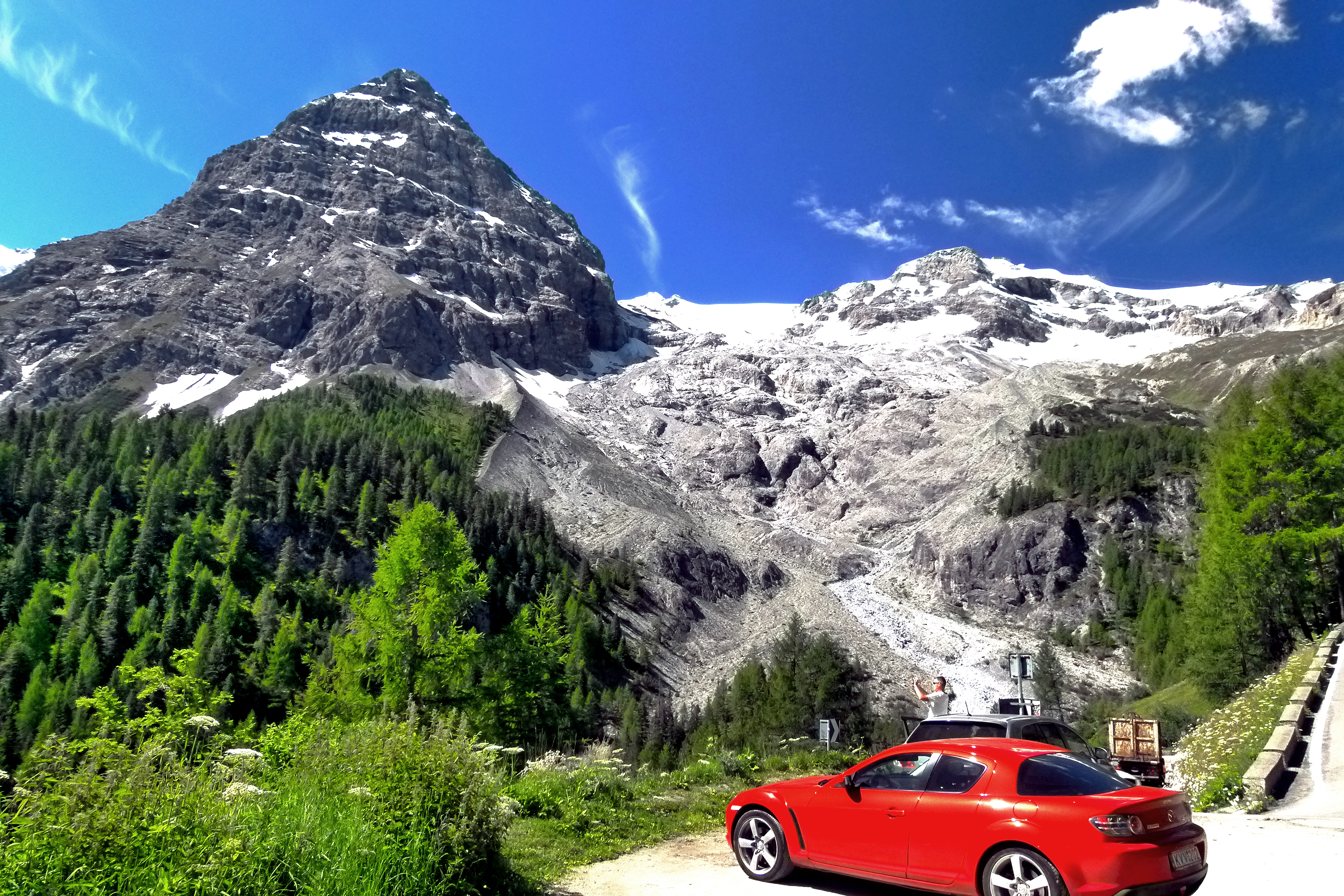
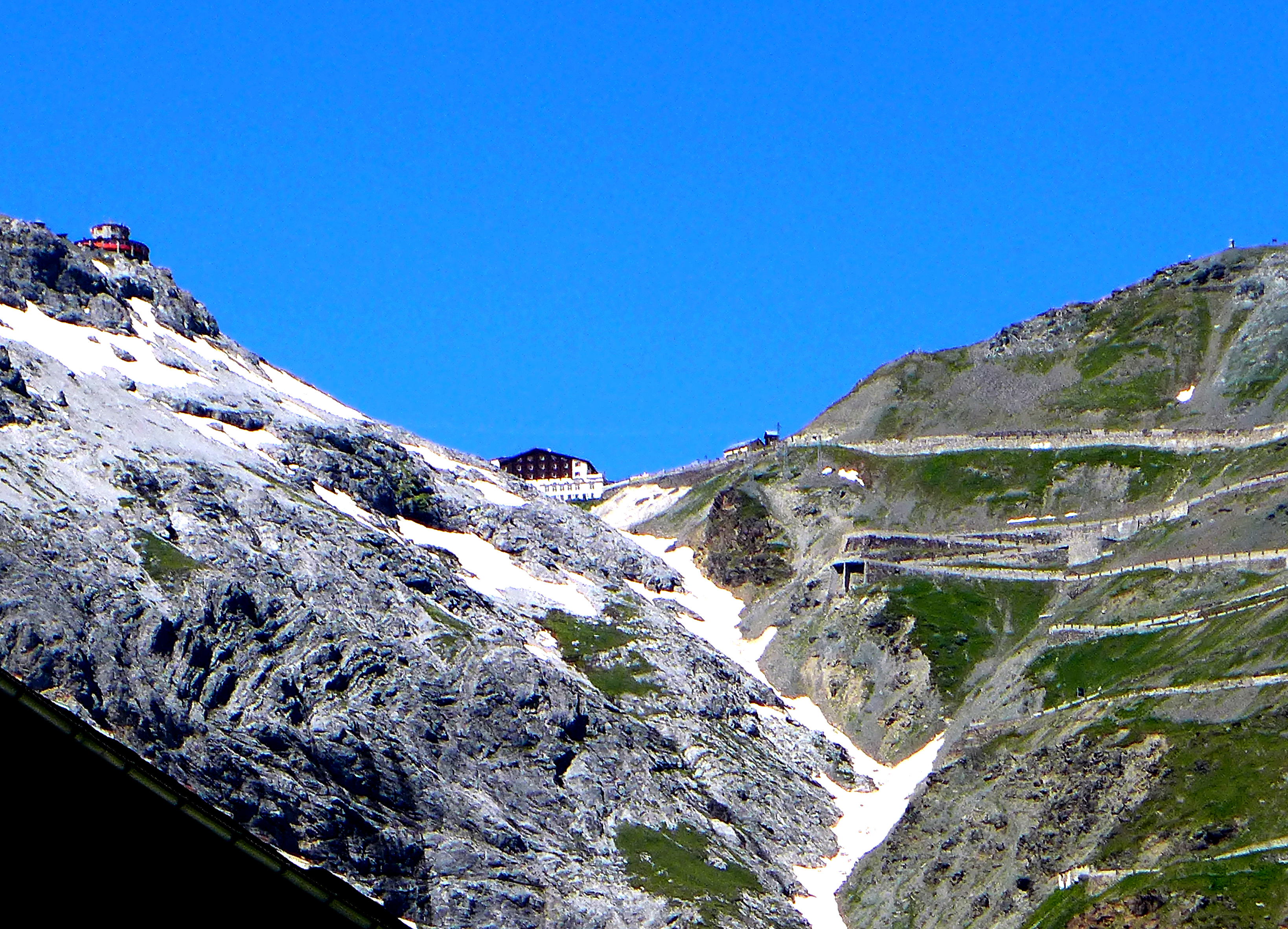
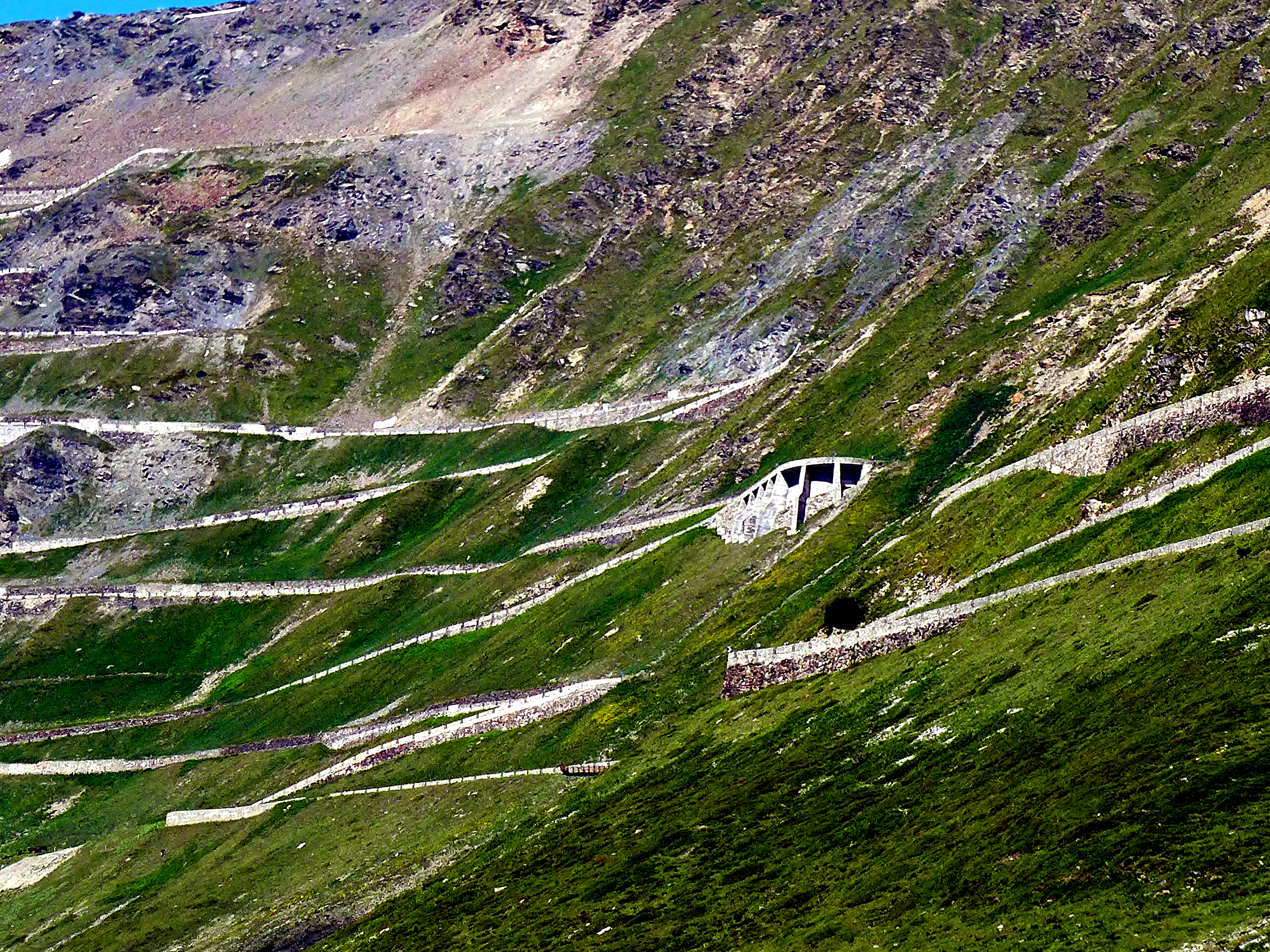
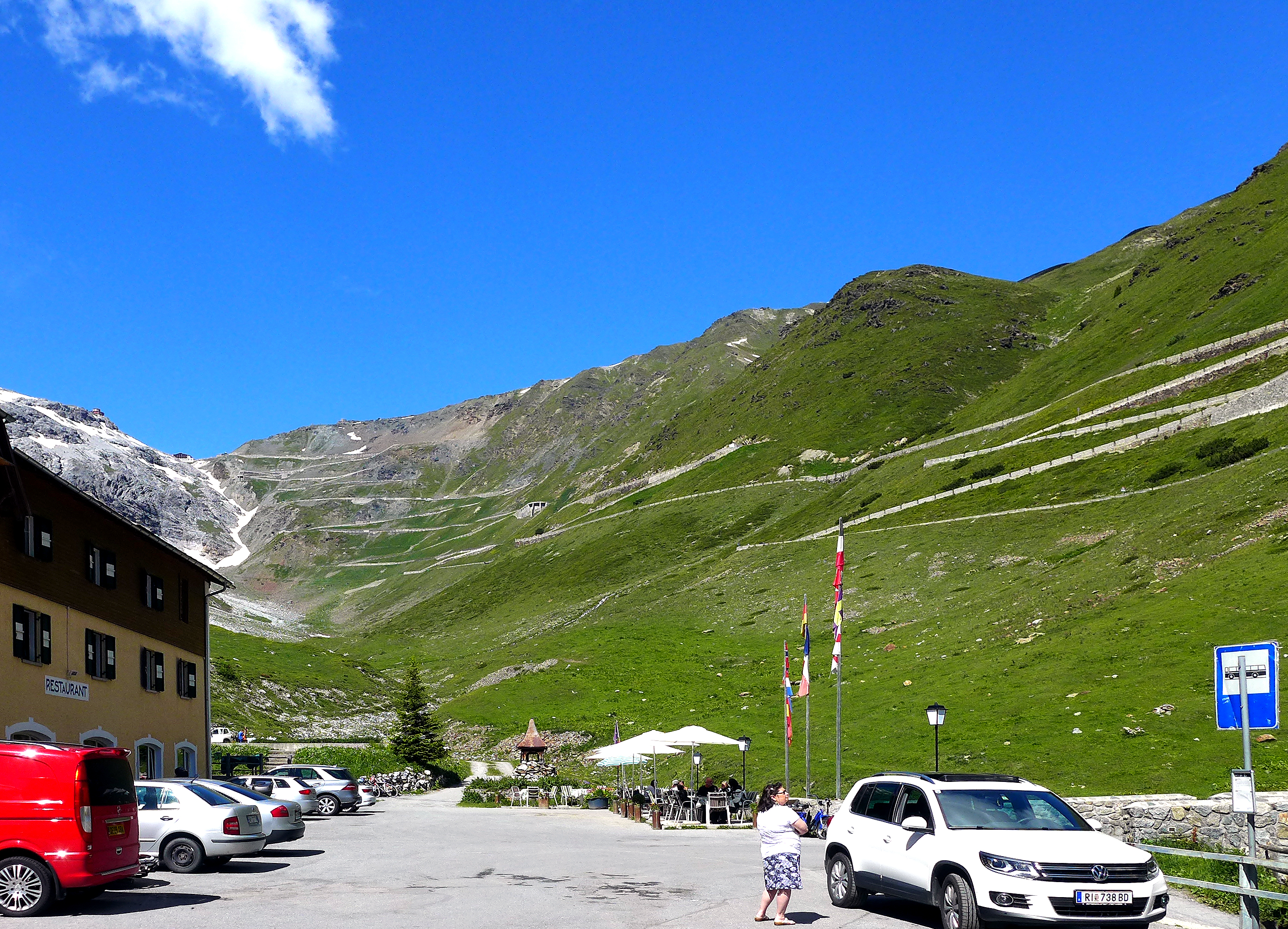
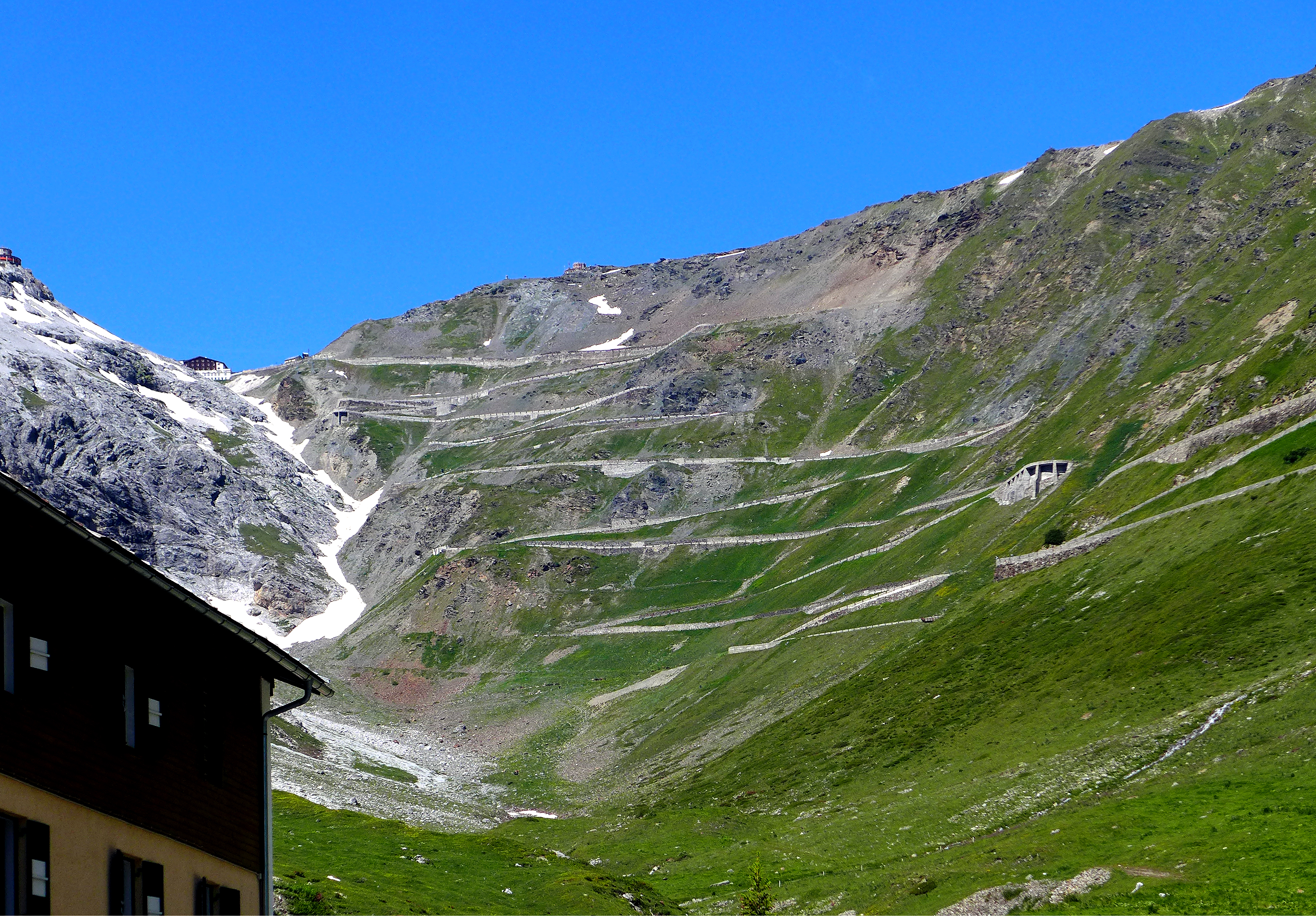
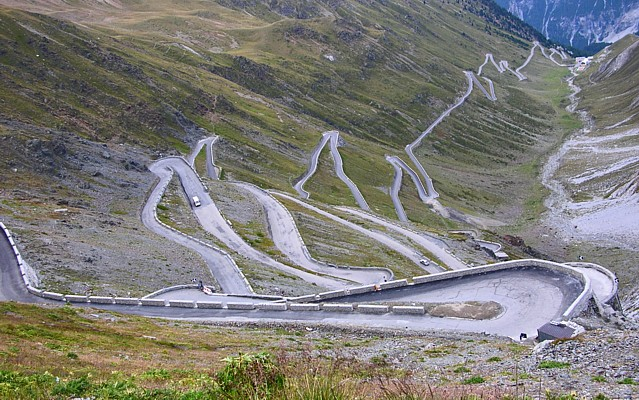

### A hágóterület
A tényleges hágóterületre - az utolsó, viszonylag hosszabb , egyenes hágóútról enyhe jobbkanyarral, kisebb kaptatószakaszon jutunk. A területe viszonylag tágas, de meglehetősen rendezetlen felületű és beépítésű. Viszonylag kevés (és főleg a motorosok számára kijelölt) parkolóállás, de nagyméretű szabadparkolós területek szolgálják a közlekedést és a hágó létesítményeit.
Több szálloda, étterem, étkező- és kávézó, több emléktárgy-árusító kioszk található a hágó területén, valamint a Banca di Sondrio fiókirodája, ami Európa legmagasabban fekvő banki pénzváltóhelye, illetve kártyaautomatája. Egy kisebb dombháton az Alpok legmagasabban fekvő kápolnája is itt van. A hágó keleti feljárójától - egy kisebb gerincen futó rövid úton - érhető el a „Tibethütte” nevű vendéglátóhely, amely a Trafoi-völgy felé fordulva, kitűnő kilátó- és fényképező hely a nevezett völgy és az oldalán kígyózó-kanyargó keleti rámpaútról.
A Stilfser Jochtól délre (délkeletre) nyúlik el az Ortles hegység (vagy a nemzetközivé vált szóval: masszívum, Gruppe) és legmagasabb pontja - főcsúcsa - az Ortler (3905 m). A masszívum első, viszonylag könnyen megmászható és sokak által látogatott hegycsúcsa - amely a hágóterülettel is összeköttetésben van - a 3095 (egyes források szerint 3094) méter magas Monte Scorluzzo, ez a hegycsúcs már Lombardiához tartozik. A Scoluzzotól északra – közvetlenül a hágóúton – a Dreisprachenspitze (Háromnyelv-csúcs) található.
Az I. világháborús időkre emlékeztet az ún. Österreichisches Drahthindernis am Scarluzzo mit Artilleriestellung im Fels, 1914-1918 elnevezésű emlékhely.
Az első világháborúban ez a hegy az Osztrák–Magyar Monarchia és Olaszország közti országhatárnak stratégiai szempontból fontos helye volt, kiváló rálátással a hágóra - és a távoli Reschen-hágóra is, s ezért mindjárt a háború kezdetén az olaszok el is foglalták, azonban 1915. június 4-én, az Andreas Steiner százados parancsnoksága alá tartozó 29 fős osztrák csapat visszafoglalta és a háború befejeztéig osztrák kézben meg is tartották. Az osztrák és olasz állások rommaradványai napjainkban is megtekinthetők.
A Monte Scoluzzóhoz vezető normál útja, a háromezresek (hegycsúcsok) még rossz időjárásnál is legkönnyebben, probléma mentesen megközelíthető lehetősége.

### A nyugati hágóút
A nyugati hágóút (Westrampe, 12%) bal oldalán, 2503 m magasságban csatlakozik a hágóúthoz a svájci Müstair-völgybeli Santa Maria településből induló Umbrail-hágó (2501 m. max. 14%) útja (…sz.) A hágóút ugyanezen szakaszán – valamivel lejjebb - több rövidebb alagút könnyíti a lejutást (a fény-árnyék sűrű váltakozása miatt a kerékpárversenyzők bosszúságára).
Ezen az oldalon, Bormio térségében keletre csatlakozik ki a Valfurva-völgybeli, híresen nehéz Gavia-hágó (2621 m) hágóútja, a 30 kilométernyi Ponte di Legnóig (a híres Strada di Sole, SS 39. sz. útra való csatlakozásáig).
A Stilfser Joch-út egy szakaszáról a hegy lábánál fekvő 2758 méteres szinten levő sílétesítményhez és szállodához olyan út vezet, amelynek egy – mintegy harmada (338 m magasságig) - a hajdani málhásút (Saumweg) része volt. (Az út megtétele a vonatkozó szakirodalom szerint mintegy 2-2,5 órát igényel.)
Alternatívaként az útőrháztól is vezet egy katonai ösvény (Cantoniere). Ez a Braulio-völgyben (ma a Sentiero della Pace része) az SW-Grat (Filone del Mot) ami egy jelzés nélküli turistaösvény: NW-Grat (Le Rese di Scorluzzo).